# Odcinek testowy
Odcinek testowy (ang. shakedown) – odcinek rozgrywany przed rozpoczęciem rajdu samochodowego. Podobny charakterystyką do odcinka specjalnego, na którym załogi mogą sprawdzić ustawienia itp. samochodu rajdowego przed rozpoczęciem rywalizacji w rajdzie.
Odcinek nie jest wliczany do klasyfikacji w rajdzie, a uczestnictwo nie jest obowiązkowe.